# Marta a Věra
Marta a Věra jsou český seriál z roku 2014 od scenáristy Petra Kolečka v režii Jaroslava Fuita a Jana Bártka. Seriál pojednává o dvou rozdílných ženách a jejich šéfovi pracujících ve slevovém portálu Leeevně.cz. V seriálu si zahráli Barbora Poláková jako ambiciózní, ale naivní Marta, Sabina Remundová jako komická a praktická Věra a Pavel Liška jako jejich svérázný nadřízený Brouček. V první sérii se v epizodní roli objevili také Vojtěch Kotek v roli počítačového specialisty a Tomáš Jeřábek v roli specialisty na personalistiku v rámci DVD.
První epizoda první série se vysílala 31. března 2014 na kanálu ČT1, poslední 26. května 2014. Druhá série měla premiéru 31. srpna 2016 a přibyla v ní nová hlavní postava, a to Broučkova matka, v podání herečky Marie Ludvíkové.

## Obsazení

### Hlavní role
| Barbora Poláková | Marta                           |
| Sabina Remundová | Věra                            |
| Pavel Liška      | šéf Brouček                     |
| Marie Ludvíková  | Broučkova matka (od druhé řady) |

### Hostující role
| Pavel Nečas     | David               |
| Vojtěch Kotek   | IT specialista      |
| Tomáš Turek     | Broučkův kamarád    |
| Leoš Noha       | Adolf Hubínek       |
| Klára Sochorová | asistentka Blaženka |

## Seznam dílů

### První série
| Č. v seriálu | Č. v řadě | Původní název | Režie         | Scénář        | Premiéra v ČR   | Sledovanost |
| ------------ | --------- | ------------- | ------------- | ------------- | --------------- | ----------- |
| 1            | 1         | Teambuilding  | Jaroslav Fuit | Petr Kolečko  | 31. března 2014 | 0,828       |
| 2            | 2         | Testování     | Jaroslav Fuit | Tomáš Holeček | 7. dubna 2014   | 0,729       |
| 3            | 3         | Notebook      | Jaroslav Fuit | Petr Kolečko  | 14. dubna 2014  | 0,379       |
| 4            | 4         | Jehňátko      | Jaroslav Fuit | Petr Kolečko  | 28. dubna 2014  | 0,516       |
| 5            | 5         | Odhalení      | Jaroslav Fuit | Tomáš Holeček | 5. května 2014  | 0,551       |
| 6            | 6         | Vstřebávání   | Jaroslav Fuit | Petr Kolečko  | 12. května 2014 | 0,297       |
| 7            | 7         | Večírek       | Jaroslav Fuit | Petr Kolečko  | 19. května 2014 | 0,425       |
| 8            | 8         | Konkurz       | Jaroslav Fuit | Petr Kolečko  | 26. května 2014 | 0,360       |

### Druhá série
| Č. v seriálu | Č. v řadě | Původní název | Režie      | Scénář       | Premiéra v ČR  | Sledovanost |
| ------------ | --------- | ------------- | ---------- | ------------ | -------------- | ----------- |
| 9            | 1         | Investice     | Jan Bártek | Petr Kolečko | 31. srpna 2016 | 0,375       |
| 10           | 2         | Ceny          | Jan Bártek | Petr Kolečko | 7. září 2016   | 0,292       |
| 11           | 3         | Bobule        | Jan Bártek | Petr Kolečko | 14. září 2016  | 0,319       |
| 12           | 4         | Zapomnění     | Jan Bártek | Petr Kolečko | 21. září 2016  | 0,292       |
| 13           | 5         | Poradna       | Jan Bártek | Petr Kolečko | 5. října 2016  | 0,266       |
| 14           | 6         | Diktátor      | Jan Bártek | Petr Kolečko | 12. října 2016 | 0,289       |
| 15           | 7         | Tetování      | Jan Bártek | Petr Kolečko | 19. října 2016 | <0,229      |
| 16           | 8         | Knír          | Jan Bártek | Petr Kolečko | 26. října 2016 | 0,302       |